# 江畔餐厅、公园餐厅
45°47′24″N 126°38′24″E / 45.789896°N 126.64009°E
江畔餐厅和公园餐厅，是中華人民共和國黑龍江省哈爾濱市道裏區斯大林公園裡兩座建築風格獨特的餐厅，列為同一個哈尔滨市文物保护单位。

## 建設和保護
江畔餐厅和公园餐厅本來都是松花江站（現名哈尔滨站）的站舍。江畔餐厅由日本建築師大谷周造負責設計、紀子雍工程所負責建造，在1937年8月完工。公园餐厅一說建於1930年、一說建於1938年，同樣由大谷周造設計，在1938年建設江畔公园時改為餐厅，前名為江畔公园饭店。江畔餐厅提供啤酒、红肠、面包這些俄罗斯风俗的食物和饮料，以及俄羅斯饮品克瓦斯，吸引游客光顧。
江畔餐厅和公园餐厅都是哈爾濱市保護建築，兩座建築物在2007年列入同一個哈爾濱市文物保護單位。當中，江畔餐厅因年久失修而出現破損情況，建築物结构损坏、墙身剝落，因而在2017年4月開始進行维修工程。

## 建築特色和結構
江畔餐厅的建築面積為178.1平方米，樓高一層，室內淨高3.4米、檐高3.3米、房高9.4米；建築位於松花江畔，與江面平行，東西兩側設有出入口。餐厅採用俄羅斯建築风格，仿傚俄罗斯17世纪古典木结构。其外形仿如积木，入口為夸张尖顶状，下方有毛石基座，而室内則採用欧洲风格的格局。餐厅屋頂形式獨特，在哈爾濱近代建築物中可謂獨一無二，脊飾線腳圓潤流暢，外觀五彩缤纷。
公园餐厅同樣採用俄罗斯建筑风格，為砖木结构，外有廊柱；建築以白色为主，外觀古朴典雅，细部有木雕花饰，屋顶为坡屋顶。